# María Arjípova
Masha "Scream" (Maria Arkhipova, ruso: Мариа Архипова), nacida el 9 de enero de 1983 en Dolgoprudniy (Moscú) es la vocalista de Arkona, la banda rusa de pagan metal.

## Historia
Masha es practicante del neopaganismo, hecho que se ve reflejado en las letras de sus canciones, que habitualmente versan sobre la cultura de su país, Rusia, sus tradiciones y la mitología eslava. A menudo utiliza dialectos de ruso antiguo en sus composiciones.

## Discografía (con Arkona)
Álbumes de estudio
- Rus (2002, EP)
- Vozrozhdeniye (2004)
- Lepta (2004)
- Vo Slavu Velikim! (2005)
- Ot Serdtsa K Nebu (2007)
- Goi, Rode, Goi! (2009)
- Stenka Na Stenku (2011, EP)
- Slovo (2011)
- Yav (2014)
- Khram (2018)

Álbumes en vivo/DVD
- Zhizn Vo Slavu (2006)
- Noch Velesova (2009)
- Decade of Glory (2013)